# 陈楚
陈楚（1917年—1996年1月27日），男，山东荣成人，中华人民共和国外交家，曾任中国常驻联合国代表。

## 生平
陈楚是山东省荣成市崖头镇河南村人。毕业于曲阜师范。1938年加入中国共产党。曾任八路军山东军区某军分区政治部副主任、《大众日报》总编辑、《辽东日报》社长，《东北日报》副社长、《长江日报》社长。
中华人民共和国成立后，先后担任中国外交部苏联东欧司、西亚北非司、新闻司司长，1966年被任命为中国驻加纳大使，但因文化大革命爆发而未能履新。1972年，担任中华人民共和国常驻联合国副代表。1973年，出任中华人民共和国驻日本国首任大使，并签订《中华人民共和国和日本国渔业协定》。1977年，出任中国常驻联合国代表。此后担任中国国务院副秘书长、总理特别助理等职。
1995年1月，从外交部离休。1996年1月27日，陈楚病逝。

## 家庭
儿子陈小工是中国人民解放军空军中将，曾任副司令员。